# 에이야피아르다르시슬라
에이야피아르다르시슬라(아이슬란드어: Eyjafjarðarsýsla)는 아이슬란드 북부에 위치한 주로, 면적은 3,930km2, 인구는 20,903명(2006년 기준)이다. 북동부 지역에 속하며 5개 행정구를 관할한다.